# Felix Bondaluke
Felix Bondaluke (ur. 10 grudnia 1986) – piłkarz papuaski grający na pozycji napastnika.

## Kariera klubowa
Karierę piłkarską Bondaluke rozpoczął klubie University Inter Port Moresby, w którym występuje do chwili obecnej.

## Kariera reprezentacyjna
W reprezentacji Papui-Nowej Gwinei Bondaluke zadebiutował w 2011 roku. W 2012 uczestniczył w Pucharze Narodów Oceanii 2012, który był jednocześnie częścią eliminacji Mistrzostw Świata 2014.